# Divizia 3 Infanterie (1916-1918)
Divizia 3 Infanterie a fost una din marile unități permanente ale Armatei României, care a participat la acțiunile militare pe frontul românesc, pe toată perioada războiului, între 27 august 1916 - 11 noiembrie 1918. 

## Ordinea de bătaie la mobilizare

### Campania anului 1916
La declararea mobilizării, la 27 august 1916, Divizia 3 Infanterie a făcut parte din compunerea de luptă Corpului II Armată, alături de Divizia 4 Infanterie și Divizia 13 Infanterie. Corpul II Armată era comandat de generalul de divizie Dumitru Cotescu, eșalonul ierarhic superior fiind Armata 2, comandată de generalul de divizie Alexandru Averescu.
Ordinea de bătaie a diviziei era următoarea:

- Divizia 3 Infanterie

- Regimentul 2 Vânători „Regina Elisabeta”
- Brigada 5 Infanterie

- Regimentul Argeș No. 4
- Regimentul Radu Negru No. 28

- Brigada 6 Infanterie

- Regimentul 3 Dâmbovița No. 22
- Regimentul Muscel No. 30

- Brigada 33 Infanterie

- Regimentul 45 Infanterie
- Regimentul 60 Infanterie

- Brigada 3 Artilerie

- Regimentul 6 Artilerie
- Regimentul 15 Artilerie

## Reorganizări pe perioada războiului
În prima jumătate a anului 1917, Divizia 3 Infanterie s-a reorganizat pe front, în sectorul ocupat de Armata 2. Divizia 3 Infanterie a fost inclusă în compunerea de luptă a Corpului II Armată, alături de Divizia 1 Infanterie și Divizia 12 Infanterie. Corpul II Armată era comandat de generalul de divizie Arthur Văitoianu, eșalonul ierarhic superior fiind Armata 2, comandată de generalul de corp de armată Alexandru Averescu.
Ordinea de bătaie a diviziei era următoarea:

- Divizia 3 Infanterie

- Regimentul 2 Vânători
- Brigada 6 Infanterie

- Regimentul 4 Infanterie
- Regimentul 28 Infanterie

- Brigada 5 Infanterie

- Regimentul 22 Infanterie
- Regimentul 30 Infanterie

- Brigada 3 Artilerie

- Regimentul 6 Artilerie
- Regimentul 15 Obuziere

- Compania divizionară de mitraliere
- Divizionul de cavalerie
- Batalionul 3 Pionieri

## Comandanți
Pe perioada desfășurării Primului Război Mondial, Divizia 3 Infanterie a avut următorii comandanți:
| Gradul             | Numele               | Perioada                              | Imagine |
| ------------------ | -------------------- | ------------------------------------- | ------- |
| General de brigadă | Marin Niculescu      | 15 august 1916 - 20 noiembrie 1916    |         |
| Colonel            | Alexandru Mărgineanu | 20 noiembrie 1916 - 28 octombrie 1918 |         |